# Piazza Avdi
Piazza Avdi è uno dei luoghi di ritrovo del quartiere di Metaxourgeio, ad Atene, in Grecia. Confina con via Leonidou, via Kerameikou, via Giatrakou e via Germanikou. Ai limiti della piazza si trovano la Galleria Municipale di Atene, numerosi café, teatri, edifici residenziali e commerciali che mescolano architetture in stile neoclassico e contemporaneo.
L'amministrazione comunale ha riqualificato la piazza nel 2008, aumentando la quantità e la qualità degli spazi verdi, migliorando il sistema di illuminazione e modificando la pavimentazione. 
Da allora, la piazza ha cominciato a mostrare segni di una progressiva appropriazione da parte dei residenti attraverso la creazione di opere d'arte anonime, guerrilla gardening, festival e manifestazioni di ballo, musica e altre espressioni artistiche.

## La riqualificazione
Il rinnovamento della piazza del 2008 ha fatto parte del programma cittadino “Prendiamo nota e agiamo", che mirava a risolvere i problemi quotidiani dei quartieri ateniesi.
In Piazza Avdi, il comune ha aggiunto 39 alberi, 112 cespugli, 500 fiori, 1 000 m² di tessuto erboso e 271 m² di nuova pavimentazione. 
Il 21 luglio 2008, al termine del programma, il primo cittadino Nikītas Kaklamanīs ha tenuto una cerimonia pubblica per consegnare la piazza agli abitanti della zona affinché se ne prendessero cura e la utilizzassero come oasi ricreazionale. Coerentemente con il programma, la piazza è stata intitolata a Leon Avdis (1937-2000), avvocato greco e funzionario della pubblica amministrazione, eletto al Parlamento nel 1996 nella lista del Partito comunista greco, e dimessosi nel 1997 per le elezioni amministrative: la sua linea politica includeva il miglioramento della qualità di vita nelle aree più malfamate e la creazione di piste ciclabili nella capitale.